# Meine überirdische Mutter
Meine überirdische Mutter (Originaltitel: Si tu vois ma mère) ist ein Film des Regisseurs Nathanaël Guedj. Er war auch am Drehbuch beteiligt. In dieser Komödie widmet er sich dem Thema Mutterbeziehungen und der Trauerarbeit nach dem Ableben der Mutter.

## Handlung
Max ist Augenarzt und betreibt mit jungen Ärzten, darunter der Zahnarzt Oedipe und die Psychotherapeutin Ohiana, eine Gemeinschaftspraxis. Zu seinem 30. Geburtstag hat er alle eingeladen. Sie feiern im Restaurant seiner Mutter Monique und seines Onkels Philippe ausgelassen. Er hat ein sehr enges Verhältnis zu seiner Mutter. Sein gesamter Kühlschrank ist voll von Plastikbehältern mit Mittagessen für ihn. Seine Mutter und seine beiden Schwestern Vanessa und Elodie haben eine riesige Geburtstagspastete mit Kerzen bereitet. Sie und der Onkel Philipp drängen die Mutter, die Geburtstagsfeier zu nutzen, um Max etwas für ihn wohl Unangenehmes mitzuteilen. Das gelingt nur unvollständig. Max erfährt, was er nicht ernst nimmt, dass die Mutter nach Japan gehen will. Tage später sitzen die Freunde/Kollegen vor dem Fernseher bei Max, um ein Fußballspiel zu sehen. Da klingelt Max’ Handy. Er sieht, es ist die Mutter. Als Muttersöhnchen schon verspottet, will er sich nicht stören lassen. Erst nachdem die Freunde weg sind, sieht er nach und erfährt, dass seine Mutter angerufen hatte, um ihn wegen eines defekten Kühlschrankes zu sich zu rufen. Mitten in der Nacht im Regen bricht er auf, um ihr zu helfen. Sofort macht er sich an den Kühlschrank, obwohl dies seine Fähigkeiten übersteigt. Beim Reparaturversuch geht seine Brille entzwei. Blind tastet er sich ins Schlafzimmer seiner Mutter. Doch seine Mutter ist gestorben. Das ist ein wahnsinniger Schock für ihn. Er landet im Krankenhaus und versteht die Welt nicht mehr. Als er nach seiner Entlassung zu Hause Gebäck seiner Mutter isst, erscheint sie ihm plötzlich. Er ist erschrocken. Es ist aber auch tröstlich für ihn, sie noch um sich zu haben. Selbst bei ihrer Beerdigung steht sie in seinen Arm eingehakt neben ihm. Auch der Rabbi nach der Beerdigung, dem er auf die Herrentoilette folgt, sich von der Mutter losreißend, kann ihm nicht helfen. Überallhin folgt ihm seine Mutter, selbst auf die Arbeit. Sie sitzt gar mit auf seinem Motorroller. Seine Gespräche mit ihr, weil sie ja nur für ihn sichtbar ist, befremden seine Kollegen. Sie bitten die Psychotherapeutin Ohiana um Hilfe. Das Gespräch wird von dem Muttergeist torpediert. Aber Ohiana und Max kommen sich näher und empfinden ihr Beisammensein erfüllend. Das ist nicht nur für Max überraschend, der ja durch seine enge Mutterbeziehung besetzt war, sondern auch für Ohiana. Auch sie hat ein Mutterproblem. Ihre Mutter lehnte sie kalt ab, betrachtet sie als Konkurrentin. Sie brach die Beziehung zur Mutter ab, wollte aber auch niemals mehr in einer festen Beziehung leben. Doch Max’ Muttererscheinungen werden immer mehr zum Problem für die Beziehung zu Ohiana. Es geht bis zu Mordanschlägen auf Ohiana. Dazu vereinnahmte die Muttererscheinung Max. Er verhält sich wie seine Mutter, verhindert das Ausräumen der Mutterwohnung durch die Schwestern, kritisiert die Neueinrichtung des Restaurants unfair. Eine Zäsur im Verhältnis zu der Muttererscheinung stellte die Lebensgefahr Ohiana dar, in die sie Max als Erfüller seiner Mutter brachte. Er hatte Ohianas Möhrenallergie missachtet. Max erkennt, dass seine Mutter ihn so traumatisch an sich band, als ihr Mann Albert so früh starb. Die zweite Zäsur ist, dass er endlich erfährt, was die Mutter ihm am Anfang nur unvollständig mitzuteilen traute. Die Mutter hatte ein Verhältnis mit seinem Onkel Philipp und wollte zusammen mit ihm nach Japan gehen. Auch Max hatte also seine Mutter nicht freigegeben, für ein eigenes unabhängiges Leben von ihm. Jetzt lässt er die Mutter gehen und kann sich nun ganz befreit Ohiana zuwenden.
Für eine Variation des Themas feste Mutterbindung steht auch Max’ Kollege Oedipe (Ödipus!!). Oedipe löst es anders. Er gibt sein eigenständiges Leben als Zahnarzt teilweise auf, um seiner Mutter, einer Schauspielerin, als Agent zur Verfügung zu stehen.

## Produktion
Der Film wurde von Tabo Tabo Films, APC und Arte F produziert.

## Kritiken
„Ausgezeichnet gespielte skurrile Komödie, die eher konventionell inszeniert ist, aber auch viele originelle Einfälle besitzt. Das Klischee der dominanten jüdischen Mutter tritt dabei in den Hintergrund zugunsten einer differenzierten und vielschichtigen Einlassung auf die Dialektik von Trauer und Verdrängung.“
Oliver Armknecht meint: „Mehr als eine nette TV-Komödie ist Meine überirdische Mutter aber nicht unbedingt. Da hätte es dann doch mehr Biss vertragen, vielleicht auch die eine oder andere unvorhergesehene Situation.“
„Skurril-komisches Spielfilmdebüt (2019) von Regisseur Nathanaël Guedj.“